# Kloštar Podravski
Kloštar Podravski è un comune della Croazia di 3 603 abitanti della regione di Koprivnica e Križevci.